# In absentia (album)
In absentia è il settimo album in studio del gruppo musicale britannico Porcupine Tree, pubblicato il 24 settembre 2002 dalla Lava Records.

## Tracce
Testi e musiche di Steven Wilson, eccetto dove indicato.
1. Blackest Eyes – 4:26
2. Trains – 5:57
3. Lips of Ashes – 4:40
4. The Sound of Muzak – 4:59
5. Gravity Eyelids – 7:56
6. Wedding Nails – 6:33 (musica: Steven Wilson, Richard Barbieri)
7. Prodigal – 5:33
8. .3 – 5:26
9. The Creator Has a Mastertape – 5:21
10. Heartattack in a Layby – 4:15
11. Strip the Soul – 7:22 (musica: Steven Wilson, Colin Edwin)
12. Collapse the Light into Earth – 5:52

CD bonus nell'edizione speciale europea
1. Drown with Me – 5:21
2. Chloroform – 7:14 (musica: Chris Maitland, Steven Wilson)
3. Strip the Soul (Video Edit) – 3:35 (musica: Colin Edwin, Steven Wilson)

Tracce bonus nell'edizione DVD
1. Drown with Me – 5:21
2. Chloroform – 7:14 (musica: Chris Maitland, Steven Wilson)
3. Futile – 6:06 (musica: Gavin Harrison, Steven Wilson)
4. Blackest Eyes (Video)
5. Strip the Soul (Video) (musica: Colin Edwin, Steven Wilson)
6. Wedding Nails (Video) (musica: Richard Barbieri, Steven Wilson)

Contenuto bonus nell'edizione deluxe del 2020
- CD 2 – In absentia Bonus Material

1. Collapse Intro – 1:45
2. Drown with Me – 5:21
3. Orchidia – 3:25
4. Chloroform – 7:21 (musica: Chris Maitland, Steven Wilson)
5. Futile – 6:03 (musica: Gavin Harrison, Steven Wilson)
6. Meantime – 3:17
7. Blackest Eyes (Radio Edit) – 3:38
8. Trains (Radio Edit) – 3:57
9. Strip the Soul (Video Edit) – 3:35 (musica: Colin Edwin, Steven Wilson)

- CD 3 – In absentia Demos

1. Drown with Me (Demo) – 5:06
2. Trains (Demo) – 6:05
3. Imogen Slaughter – 2:38
4. Watching You Sleep – 3:44
5. The Creator Has a Mastertape (Demo) – 6:07
6. Heartattack in a Layby (Demo) – 5:51
7. Strip the Soul (Demo) – 15:19 (musica: Colin Edwin, Steven Wilson)
8. Sound of Muzak (Demo) – 5:32
9. Gravity Eyelids (Demo) – 7:15
10. Enough – 3:45
11. Wedding Nails (Demo) – 6:26 (musica: Richard Barbieri, Steven Wilson)
12. Blackest Eyes (Demo) – 4:34

- BD

1. In absentia Documentary (Directed by Lasse Hoile) – 109:45
2. In absentia Remastered (96/24 LPC Stereo) – 68:08
3. In absentia Bonus Material (96/24 LPC Stereo) – 38:22
4. In absentia (5.1 Surround Sound Mix (Including 3 Bonus Tracks) 48/24) – 86:53

## Formazione
Hanno partecipato alle registrazioni, secondo le note di copertina:
Gruppo
- Richard Barbieri – tastiera
- Colin Edwin – basso
- Gavin Harrison – batteria
- Steven Wilson – voce, chitarra

Altri musicisti
- John Wesley – chitarra e voce aggiuntive (traccia 1), cori (tracce 4 e 7)
- Aviv Geffen – cori (tracce 4 e 7)
- Dave Gregory – arrangiamento strumenti ad arco (tracce 8 e 12)
- Gavyn Wright – primo violino e violino (tracce 8 e 12)
- Jonathan Rees – violino (tracce 8 e 12)
- Perry Montague-Mason – violino (tracce 8 e 12)
- Kathy Shave – violino (tracce 8 e 12)
- Rita Manning – violino (tracce 8 e 12)
- Ben Cruft – violino (tracce 8 e 12)
- Dave Woodcock – violino (tracce 8 e 12)
- Pete Hanso – violino (tracce 8 e 12)
- Warren Zielinski – violino (tracce 8 e 12)
- Mark Berrow – violino (tracce 8 e 12)
- Jackie Shave – violino (tracce 8 e 12)
- Paul Willey – violino (tracce 8 e 12)
- Boguslav Kostecki – violino (tracce 8 e 12)
- Everton Nelson – violino (tracce 8 e 12)
- Julian Leaper – violino (tracce 8 e 12)
- Rebecca Hirsch – violino (tracce 8 e 12)
- Peter Lale – viola (tracce 8 e 12)
- Bruce White – viola (tracce 8 e 12)
- Kate Musker – viola (tracce 8 e 12)
- Gustav Clarkson – viola (tracce 8 e 12)
- Tony Pleeth – violoncello (tracce 8 e 12)
- Dave Daniels – violoncello (tracce 8 e 12)
- Martin Loveday – violoncello (tracce 8 e 12)
- Stephen Orton – violoncello (tracce 8 e 12)
- Chris Laurence – contrabbasso (tracce 8 e 12)
- Mary Scully – contrabbasso (tracce 8 e 12)

Produzione
- Steven Wilson – produzione
- Paul Northfield – ingegneria del suono
- Brian Montgomery – assistenza tecnica
- Tim Palmer – missaggio
- Mark O'Donoughue – assistenza al missaggio

## Classifiche
| Classifica (2002-2020)     | Posizione massima |
| -------------------------- | ----------------- |
| Francia                    | 143               |
| Germania                   | 64                |
| Regno Unito (independent)  | 8                 |
| Regno Unito (rock & metal) | 3                 |